# Circuito del Jarama
Der Circuito del Jarama ist eine 3,404 km lange Motorsport-Rennstrecke bei San Sebastián de los Reyes in der Nähe der spanischen Hauptstadt Madrid, auf der neunmal der Große Preis von Spanien im Rahmen der Formel-1-Weltmeisterschaft ausgetragen wurde.

## Bau
Die Strecke wurde von Johannes „Hans“ Hugenholtz entworfen, der unter anderem schon Teile der Rennstrecken in Zandvoort (Niederlande) und Suzuka (Japan) geplant hatte. Gebaut wurde der Kurs 1967 nördlich von Madrid in ein arides Strauchland. Er verfügt über eine lange Gerade; der größte Teil der Strecke besteht jedoch aus engen Kurven, weshalb das Überholen sehr schwer ist.
Damals galt die Strecke als recht modern, da sie die erste Grand-Prix-Stätte war, die über Fangnetze verfügte.

## Rennveranstaltungen

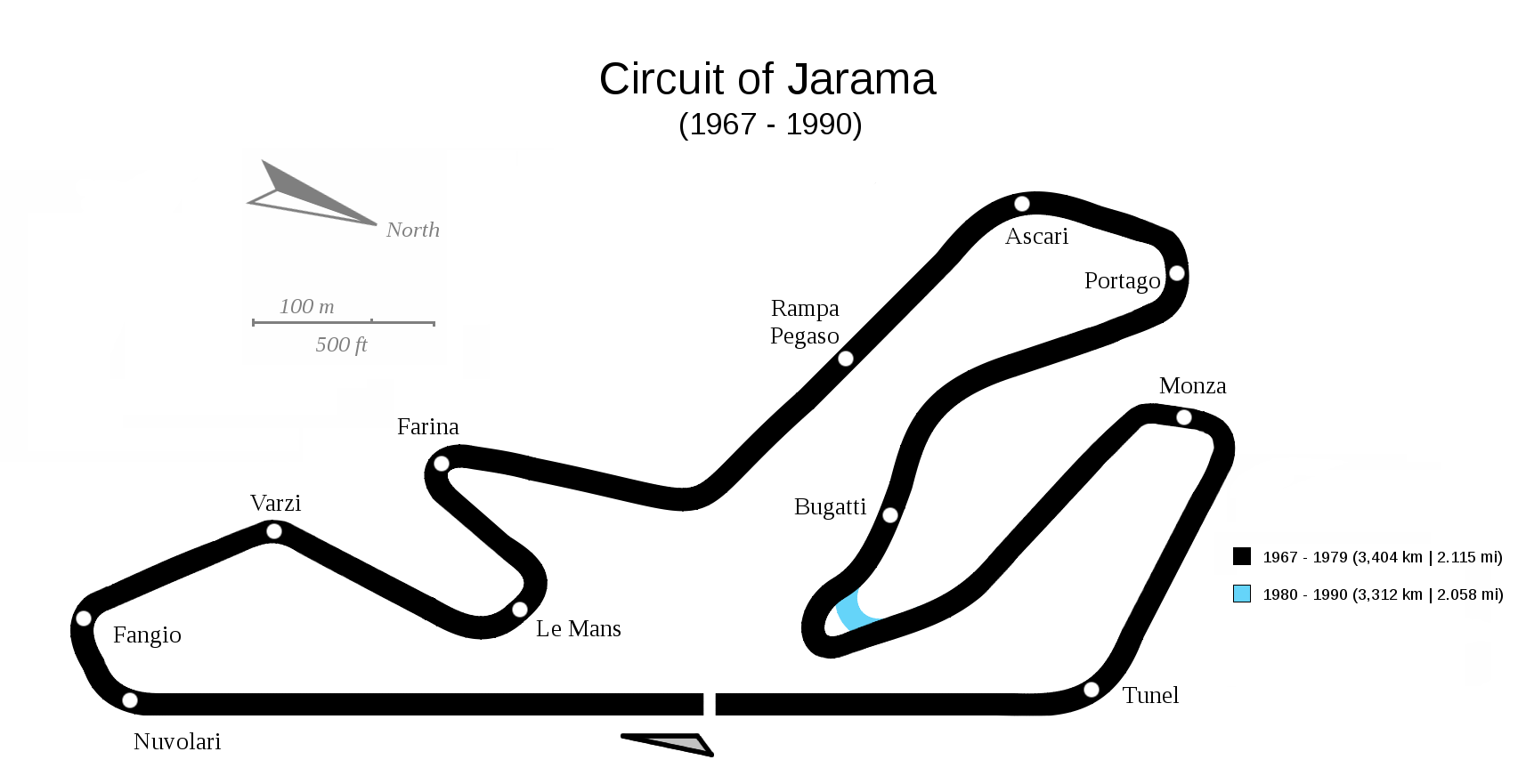
Circuito del Jarama (1967–1990)

In Jarama wurde zum letzten Mal 1981 ein Formel-1-Grand-Prix ausgetragen, nachdem er im Vergleich zum Standard moderner Kurse für zu eng gehalten wurde. Bezeichnenderweise war diese letzte Austragung beim Großen Preis von Spanien 1981 davon geprägt, dass der Rennsieger Gilles Villeneuve seine Position hauptsächlich dadurch bis zum Ziel hatte behaupten können, dass sein Ferrari 126CK in den Kurven trotz problematischen Fahrverhaltens von den Verfolgern dort nicht hatte überholt werden können und dank seines leistungsstarken Turbomotors auf der Start-Ziel-Geraden wiederum davonziehen konnte. Dementsprechend kreuzten am Ende die ersten fünf Fahrer innerhalb von nur 1,24 Sekunden die Ziellinie.
Der Motorrad-GP von Spanien wurde mit Unterbrechungen von 1973 bis 1988 in Jarama ausgetragen, ehe er permanent nach Jerez wechselte. 1991 fand noch einmal mit dem Großen Preis von Europa ein Weltmeisterschaftslauf für Motorräder in Jarama statt.
Heute werden auf der Strecke noch einige Sportwagen- und Motorradrennen sowie ein Lauf der Truck-Racing-Europameisterschaft ausgetragen.
Der Streckenrekord liegt bei 1:16,44 min (160,328 km/h Durchschnittsgeschwindigkeit) und wurde 1979 vom Kanadier Gilles Villeneuve in einem Formel-1-Ferrari aufgestellt.

## Modernisierung
Da notwendige Modernisierungen nicht vorgenommen wurden, ist die gesamte Anlage heutzutage in einem recht maroden Zustand. Die Sicherheitsstandards der Rennstrecke gelten weitestgehend als nicht mehr zeitgemäß. Im Februar 2014 begann der Eigentümer der Rennstrecke, der spanische Verkehrsclub RACE, mit einer umfassenden Renovierung. In drei Bauphasen sollen bis 2021 die Gastgewerbeeinrichtungen und die Boxengasse instand gesetzt und die Haupttribüne überdacht werden. Ebenfalls geplant ist die Errichtung eines Automobilmuseums. Die Ausrichtung von Großveranstaltungen wie die Formel 1 oder Rennen der Motorrad-Weltmeisterschaft ist jedoch auch in Zukunft nicht vorgesehen.

## Statistik

### Alle Sieger von Formel-1-Rennen in Jarama
| Nr. | Jahr | Fahrer             | Konstrukteur | Motor   | Reifen | Zeit          | Streckenlänge | Runden | Ø-Tempo      | Datum     | GP von  |
| --- | ---- | ------------------ | ------------ | ------- | ------ | ------------- | ------------- | ------ | ------------ | --------- | ------- |
| 1   | 1968 | Graham Hill        | Lotus        | Ford    | F      | 2:15:20,100 h | 3,404 km      | 90     | 135,823 km/h | 12. Mai   | Spanien |
|     |      |                    |              |         |        |               |               |        |              |           | Spanien |
| 2   | 1970 | Jackie Stewart     | March        | Ford    | D      | 2:10:58,200 h | 3,404 km      | 90     | 140,350 km/h | 19. April | Spanien |
|     |      |                    |              |         |        |               |               |        |              |           | Spanien |
| 3   | 1972 | Emerson Fittipaldi | Lotus        | Ford    | F      | 2:03:41,230 h | 3,404 km      | 90     | 148,614 km/h | 1. Mai    | Spanien |
|     |      |                    |              |         |        |               |               |        |              |           | Spanien |
| 4   | 1974 | Niki Lauda         | Ferrari      | Ferrari | G      | 2:00:29,560 h | 3,404 km      | 84     | 142,383 km/h | 28. April | Spanien |
|     |      |                    |              |         |        |               |               |        |              |           | Spanien |
| 5   | 1976 | James Hunt         | McLaren      | Ford    | G      | 1:42:20,430 h | 3,404 km      | 75     | 149,677 km/h | 2. Mai    | Spanien |
| 6   | 1977 | Mario Andretti     | Lotus        | Ford    | G      | 1:42:52,220 h | 3,404 km      | 75     | 148,906 km/h | 8. Mai    | Spanien |
| 7   | 1978 | Mario Andretti     | Lotus        | Ford    | G      | 1:41:47,060 h | 3,404 km      | 75     | 150,495 km/h | 4. Juni   | Spanien |
| 8   | 1979 | Patrick Depailler  | Ligier       | Ford    | G      | 1:39:11,840 h | 3,404 km      | 75     | 154,419 km/h | 29. April | Spanien |
|     |      |                    |              |         |        |               |               |        |              |           | Spanien |
| 9   | 1981 | Gilles Villeneuve  | Ferrari      | Ferrari | M      | 1:46:35,010 h | 3,312 km      | 80     | 149,156 km/h | 21. Juni  | Spanien |

Rekordsieger
Fahrer: Mario Andretti (2) • Fahrernationen: Großbritannien (3) • Konstrukteure: Lotus (4) • Motorenhersteller: Ford (7) • Reifenhersteller: Goodyear (5)